# Djævelsbid
Djævelsbid (Succisa pratensis) er en 25-60 cm høj urt, der i Danmark vokser eksempelvis på enge og overdrev. Arten er velegnet i haver og er en gammel lægeplante, som har været kendt siden det 4. århundrede. Planten tjener som føde for larver af sommerfuglearten hedepletvinge

## Beskrivelse
Djævelsbid er en løvfældende flerårig urt med en roset af aflange, elliptiske grundblade. Fra rosetten vokser det op til 50 cm lange blomsterskud frem. Det er flere gange forgrenet, og det bærer flere par af modsatte, elliptiske blade. Bladene er helrandede med græsgrøn overside og noget lysere underside.
Blomstringen sker i juni til oktober, men kraftigst i august-september. Blomsterne er samlet i endestillede, halvkugleformede hoveder, og de er blå, hvide eller blegrøde. Hver blomst har sit eget violette støtteblad. Frugterne er vingede nødder, som spredes med vinden.
Plantens rod består af en kort, lodret eller lidt skrå rodstok. Fra den udgår de trævlede rødder og bladrosetten. Trods vækst i toppen af stokken bliver vækstpunktet i jordskorpen, da rødderne trækker sig sammen, og derved trækkes stokken nedad.
Højde x bredde og årlig tilvækst: 0,60 x 0,50 m (60 x 5 cm/år), heri medregnet de blomsterbærende skud!.

## Voksested
Planten vokser almindeligt her i landet. Den findes især på mager og sandet morbund med lavt pH, hvor den tilsyneladende klarer sig fint i konkurrencen med græsser og de mere kraftige stauder og buske. Desuden findes den på tørveholdige enge og overdrev, fugtig hede og i kalkrige kær.
Ved en undersøgelse af brinkvegetationen langs Gudenåen fandt man denne art voksende sammen med bl.a. almindelig fredløs, almindelig gederams, almindelig kattehale, almindelig mjødurt, almindelig røllike, almindelig skjolddrager, angelik, baldrian, blåhat, dagpragtstjerne, engkabbeleje, engrørhvene, gul fladbælg, gærdesnerle, hamphjortetrøst, hjertegræs, knoldet brunrod, knopsiv, korsknap, kærgaltetand, kærsvovlrod, kærtidsel, kåltidsel, lodden dueurt, lysesiv, musevikke, nyserøllike, rejnfan, rørgræs, stor nælde, stor skjaller, strandkvan, sumpkællingetand, sværtevæld, topstar, trævlekrone, udspærret vinterkarse, vejguldkarse og vild kørvel

## Anvendelse i havebruget
Djævelsbid er velegnet som havestaude, hvor man ønsker det lidt vilde "look". Den er også værdifuld som biplante på grund af den sene blomstring.

## Anvendelse i medicinen
Djævelsbid er en gammel lægeplante, som har været kendt siden det 4. århundrede. Roden har været anvendt mod bl.a. bylder, hoste og øjenbetændelse.

## Ny billeart fundet
Den 19. august 2024 meddelte Den Danske Naturfond i en pressemeddelelse, at biolog Gorm Pilgaard Jørgensen havde fundet adskillige eksemplarer af billearten Trachys compressus, hvis larver kun lever på djævelsbid. Arten er velkendt, men ikke fundet tidligere i Danmark. Billen blev fundet i engene ved Villestrup Å syd for Rold Skov. Arealet ejes af Den Danske Naturfond.

## Trivia
Et gammelt sagn fortæller, at Djævelen brugte planten til sine onde gerninger, indtil jomfru Maria satte en stopper for ham. Som hævn bed Djævlen plantens rod af. Planten er let at trække op, hvis du vil se den 'afbidte' rod.

## Galleri
|  |  |  |
|  |  |  |